# 1,3-Dioxetán
Az 1,3-dioxetán (1,3-dioxaciklobután) négytagú gyűrűből álló heterociklusos szerves vegyület, képlete C2O2H4. A gyűrű váza váltakozva oxigén és szénatomokból áll.
A formaldehid (COH2) dimerjének tekinthető.

## Fordítás
Ez a szócikk részben vagy egészben a 1,3-Dioxetane című angol Wikipédia-szócikk ezen változatának fordításán alapul.  Az eredeti cikk szerkesztőit annak laptörténete sorolja fel. Ez a jelzés csupán a megfogalmazás eredetét és a szerzői jogokat jelzi, nem szolgál a cikkben szereplő információk forrásmegjelöléseként.